# Epic Chants (álbum de Gregorian)
Epic Chants es un álbum musical que la banda alemana Gregorian lanzó en 2012. Algunas de sus ediciones incluyen versiones de temas musicales del cine.
Este CD forma parte del Videoálbum compuesto Epic Chants - Live in Zagreb 2011.

## Lista de canciones
| N.º | Título                                           | Duración |  |
| 1.  | «World Without End / Odd Interlude»              | 4:19     |  |
| 2.  | «Against All Odds / Columbus Interlude»          | 4:28     |  |
| 3.  | «Conquest Of Paradise / Love Actually Interlude» | 5:56     |  |
| 4.  | «Both Sides Now / Watership Down Interlude»      | 6:12     |  |
| 5.  | «Bright Eyes / Titanic Interlude»                | 4:54     |  |
| 6.  | «My Heart Will Go On / 007 Interlude»            | 5:22     |  |
| 7.  | «Live And Let Die / Ring Interlude»              | 5:05     |  |
| 8.  | «Into The West / Batman Interlude»               | 5:21     |  |
| 9.  | «Kiss From A Rose / Unicorn Interlude»           | 5:56     |  |
| 10. | «Last Unicorn / Notting Hill Interlude»          | 4:35     |  |
| 11. | «She / Ghost Interlude»                          | 3:50     |  |
| 12. | «Unchained Melody / Mirrorball Interlude»        | 4:25     |  |
| 13. | «Sky And Sand / Faraway Interlude»               | 5:03     |  |
| 14. | «Stay (Far Away, So Close)»                      | 4:59     |  |

| Temas extra (edición limitada) |                       |          |  |
| N.º                            | Título                | Duración |  |
| 15.                            | «Take My Breath Away» |          |  |
| 16.                            | «What If»             |          |  |